# サン・ジュゼッペ・イアート
サン・ジュゼッペ・イアート（イタリア語: San Giuseppe Jato, シチリア語: San Giuseppi）は、イタリア共和国シチリア自治州パレルモ県にある、人口約8,600人の基礎自治体（コムーネ）。

## 名称
- イタリア語: San Giuseppe Jato
- シチリア語: San Giuseppi
- ラテン語: Iaetia

## 地理

### 位置・広がり
パレルモ県西部のコムーネ。県都パレルモから南西へ23kmの距離にある。

#### 隣接コムーネ
隣接するコムーネは以下の通り。
- モンレアーレ
- サン・チピレッロ